# Atypophthalmus gurneyanus
Atypophthalmus gurneyanus är en tvåvingeart som först beskrevs av Alexander 1972.  Atypophthalmus gurneyanus ingår i släktet Atypophthalmus och familjen småharkrankar.
Artens utbredningsområde är Etiopien. Inga underarter finns listade i Catalogue of Life.